# Svindlaren Felix Krulls bekännelser
Svindlaren Felix Krulls bekännelser (tyska: Bekenntnisse des Hochstaplers Felix Krull) är en oavslutad roman av Thomas Mann som kom skrevs och publicerades i delar under lång tid, från 1910 till 1954. Det blev Manns sista verk. Romanen anknyter till traditionen av pikareskromaner och berättar på ett ironiserande sätt om den i handlingen redan åldrade Felix Krull, som har åtagit sig att berätta för den upplysta, förnäma publiken om sina äventyr, som slutligen har lett honom till fängelset.

## Innehåll
Krull härstammar från en borgerlig familj i Rheingau, vars familjefader drev en fabrik som producerade mousserande vin av mycket låg kvalitet, som framåt Felix artonårsdag går i konkurs, och Felix blir tvungen att ge sig ut i den stora världen för att pröva sin lycka från noll. Trots fattigdom, familjens låga anseende  i samhället och oavslutad skolgång är dock Krull från början helt övertygad om att vara gjord "av finare virke" och älskad av ödet, vilket får honom att bryta sig fram på vägen mot framgång utan att sky sådana medel som stöld och bedrägeri. Han är dock övertygad om att dessa handlingar ingalunda kan anses vara felsteg, utan han ser sig snarare som en konstnär som med hjälp av sin skådespelarförmåga visar människor det de vill se, och aldrig gör någon illa. Med detta strategi uppnår han snabbt stora framgångar och lyckas avancera upp till samhällets högre skikt. En stor del av hans framgångar beror på att han med hjälp av sitt behagliga yttre och självintalade förträfflighet tidigt lär sig konsten att vara en kvinnotjusare. 
Thomas Mann gjorde i sina dagböcker utkast till romanens fortsättning, där han skulle gestalta svindlarens senare vuxna liv, men tröttnade och gav uttryck för att han inte hade någonting emot om det förbleve oavslutat.

## Filmatiseringar
Romanen blev en framgång och den första filmatiseringen gjordes ganska snart efter publiceringen, år 1957. Filmen utelämnade nästan helt Felix' barndom och koncentrerade sig på hans unga år i Paris. Dessutom hittade man på ett slut som var tänkt att vara en harmonisk avslutning på en film, i och med att själva romanens oavslutade karaktär inte lät sig filmatiseras på ett meningsfullt sätt. 
Den andra filmatiseringen gjordes i form av en TV-serie som sändes på den västtyska kanalen ZDF 1982. Den bestod av fem delar och hade även en kortare bioversion på 125 minuter.